# Oristano
Oristano (sardisk: Aristànis) er en by og en kommune (comune) i provinsen Oristano i regionen Sardinien i Italien. Byen ligger i 9 meters højde og har 31.687 indbyggere (2016). Kommunen har et areal på 84,57 km² og grænser til kommunerne Baratili San Pietro, Cabras, Nurachi, Palmas Arborea, Santa Giusta, Siamaggiore, Siamanna, Simaxis, Solarussa, Villaurbana og Zeddiani.